# Sphaerius texanus
Sphaerius texanus är en skalbaggsart som beskrevs av Matthews 1899. Sphaerius texanus ingår i släktet Sphaerius och familjen strandsandbaggar. Inga underarter finns listade i Catalogue of Life.